# Valentia Edetanorum
Valentia Edetanorum (du latin Valentia (valeur) et Edetanorum (des Edetans)) est le nom donné à la ville de Valence en Hispanie romaine fondée en 138 av. J.-C.,.

## Fondation
Valence est l'une des rares villes de l'Antiquité dont la date de fondation est connue. Cette information est connue grâce à l'historien Tite-Live :
« Iunius Brutus consul en Hispanie est qui sub Viriatho militauerant agros et oppidum dedit, quod uocatum est Valentia »
« Étant consul en Hispanie Decimus Juni Brutus , à ceux qui avaient combattu au temps de Viriat, il leur donna des champs et une ville fortifiée appelée Valence. »
Puisque Decimus Junius Brutus Callaicus était consul en Hispanie romaine en 138 av. J.-C., il s'ensuit que la ville fut fondée la même année, ce qui coïncide également avec la période qui suivit immédiatement la mort du Viriat.
Valentia a été fondée sur l'une des îles qui formaient la Turia à son embouchure marécageuse, dans une plaine alluviale où les principaux établissements préromains étaient les Ibères de Saguntum (Sagonte), d'Edeta (Llíria) et Saetabi Augustanorum (Xàtiva), toutes trois en position défensive. Valentia, en revanche, fut la première ville des environs fondée sur ce plan. Les possibilités de profiter de cette plaine ont dû conditionner le choix de cet emplacement. Elle était stratégiquement située dans le meilleur gué naturel de la rivière. par laquelle la Voie héracléenne, connue plus tard sous le nom de Via Augusta.
À l'époque de la République romaine, la ville n'était pas la ville principale de l'actuel Pays valencien, mais elle constituait un noyau agricole notable, qui réussissait à canaliser les eaux pour l'irrigation, et qui venait frapper sa propre monnaie, là où l'emblème de la ville était déjà la corne d'abondance.

## Évolution de la ville
La première colonie romaine prospéra économiquement et démographiquement jusqu'au désastre provoqué par la révolte du général Quintus Sertorius pour tout l'est espagnol, étant donné que la ville, alliée des Sabins dès son arrivée en Espagne, intervint activement dans les guerres sertoriennes. La ville fut partiellement détruite en l'an 75 av. J.-C. après l'assaut de Cnaeus Pompius Magnus. Gaius Herenni, cursus honorum et lieutenant de Quintus Sertorius, et près de 10 000 rebelles tombèrent devant les murs de la ville. Plusieurs squelettes mutilés retrouvés sur le site de l'Almoina (Museo de la Almoina (es)) témoignent des exécutions qui suivirent la prise de la ville.

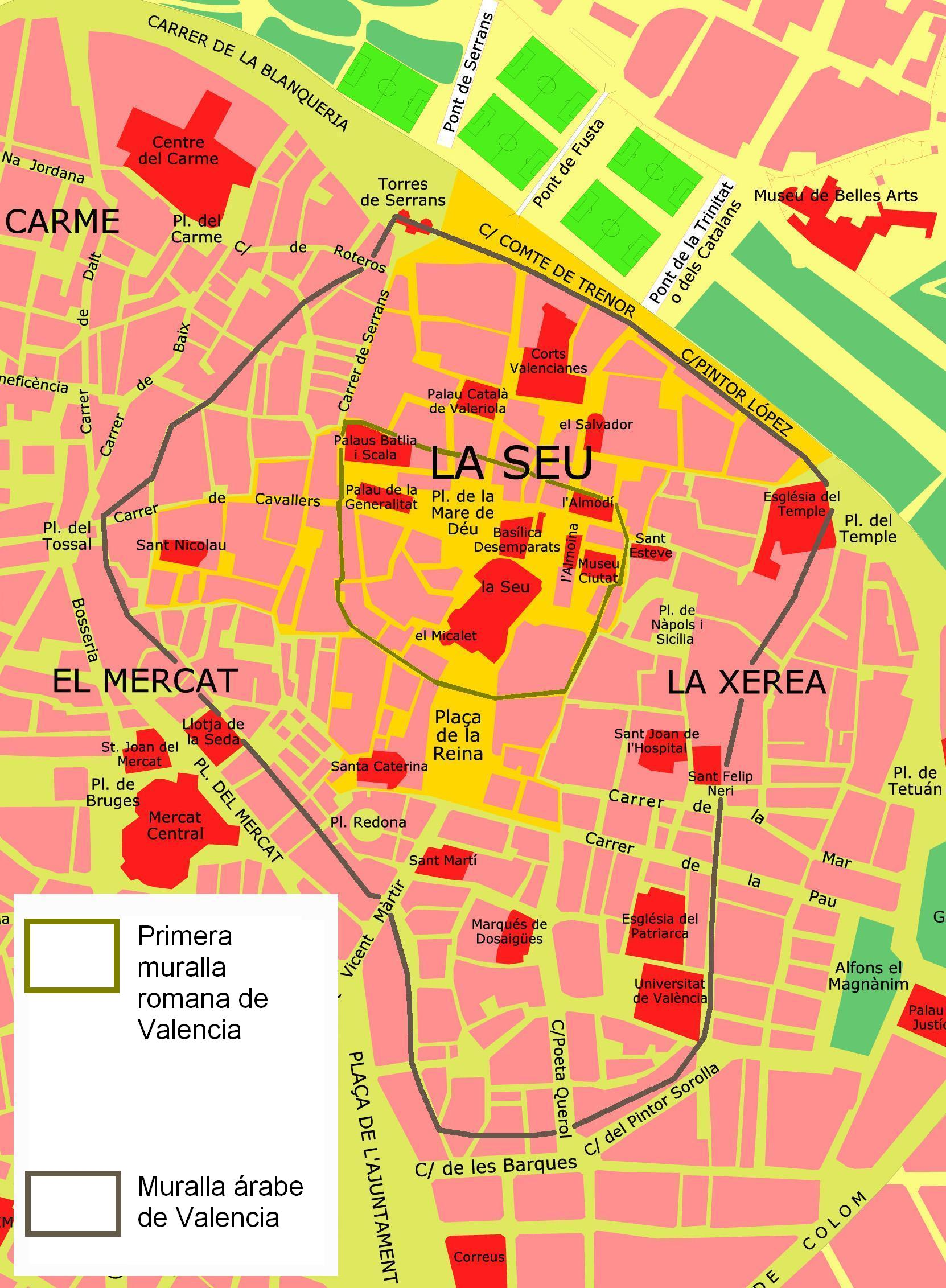
Plan de l'évolution de la ville.

Valentia fut refondée à l'époque d'Auguste, probablement entre 5 av. J.-C. et 5 apr. J.-C.. La colonie vivait dans une paix relative, mais immergé dans la même récession économique et sociale que le reste de l'Empire romain à partir du IIe siècle, jusqu'à la première vague de peuples germaniques qui traversèrent la vallée de la rivière Turia en 260.
Un siècle plus tard, en raison des premières vagues de peuples germaniques et du vide de pouvoir laissé par l'administration impériale romaine, l'Église catholique prit les rênes de la ville et les édifices de culte chrétien remplacèrent progressivement les anciens temples romains. Au IVe siècle une tentative de reconquête romaine échoua face aux Wisigoths. Après l'expulsion des Romains d'Orient en 625, commence une période sombre, mal connue de l'histoire et peu documentée par l'archéologie, qui semble témoigner d'un très faible ton de vie urbaine.
Après la conquête musulmane de l'Hispanie au VIIIe siècle, la ville passa aux mains des Omeyyades, qui au fil du temps récupérèrent et surpassèrent l'ancienne splendeur de la ville, alors connue sous le nom de Balànsiya (ca) (Taïfa de Valence).

## Archéologie

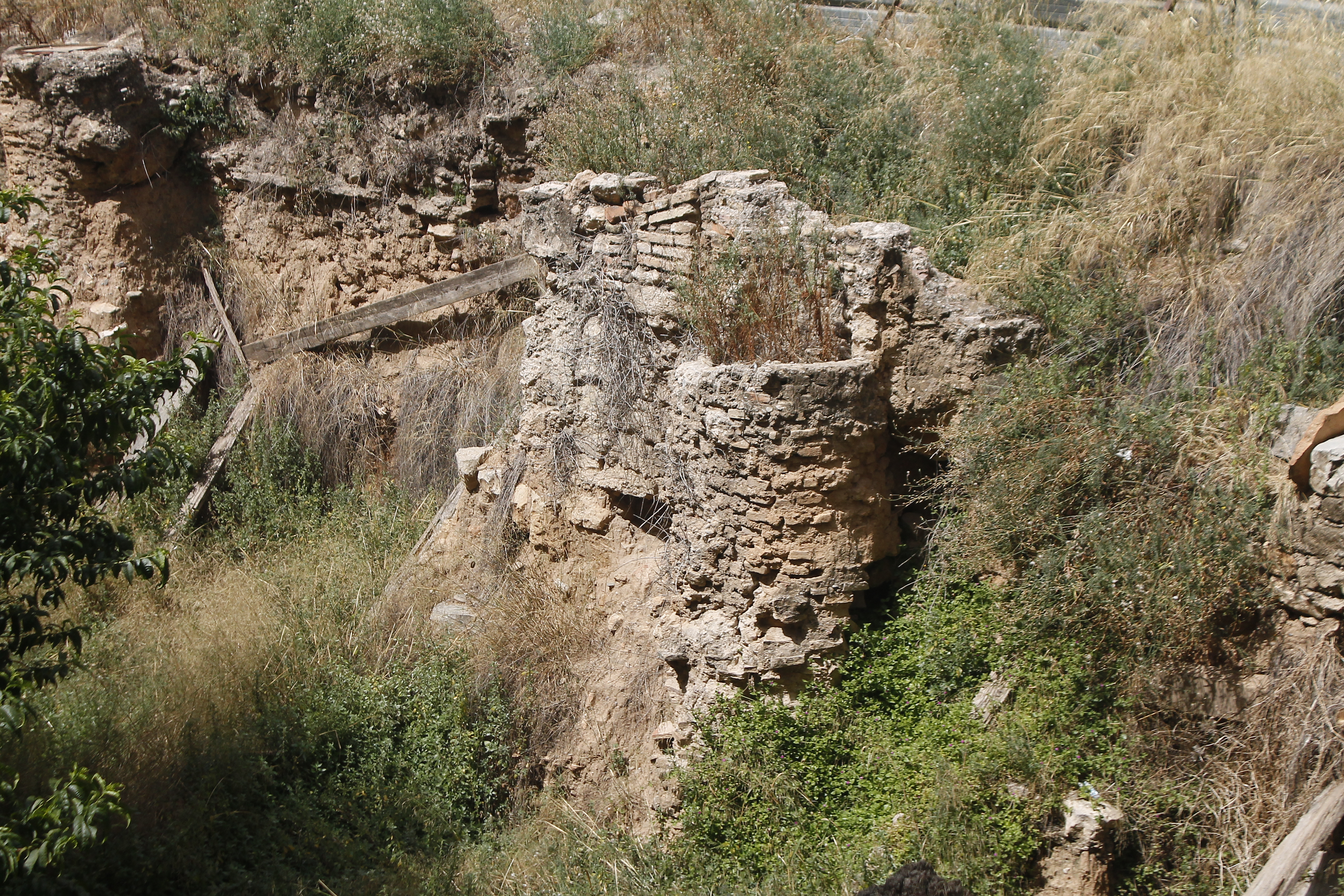
Vestiges de la muraille romaine.

Les fouilles archéologiques de l'Almoina ont mis au jour des preuves du premier habitat, des trous pour les poteaux des cabanes et des tentes, sûrement un abri temporaire qui, en quelques années, a cédé la place à des bâtiments plus solides. La colonie, qui prospéra rapidement grâce au fait qu'elle frappait sa propre monnaie, fut détruite en 75 av. J.-C. lors de la guerre entre Pompée et Quintus Sertorius. Lors des fouilles de l'Almoina, en plus de leurs armes, les restes démembrés de plusieurs soldats ont été découverts, preuve de ce qui a dû être une escarmouche au cours de la bataille. En conséquence, la ville a dû être pratiquement abandonné pendant au moins cinquante ans.
Quand Valentia a retrouvé le rythme perdu et entama une longue étape de développement, caractérisée par la croissance urbaine, l'afflux de nouveaux colons et l'agrandissement de la ville grâce à la construction de grands édifices publics, comme le forum, les thermes romains de Valentia et le cirque, l'exécution d'importants travaux d'infrastructure, comme le macellum, un nymphée et une curie, ainsi qu'un aqueduc et d'un port fluvial à côté des actuelles Tours de Serranos.

## Galerie

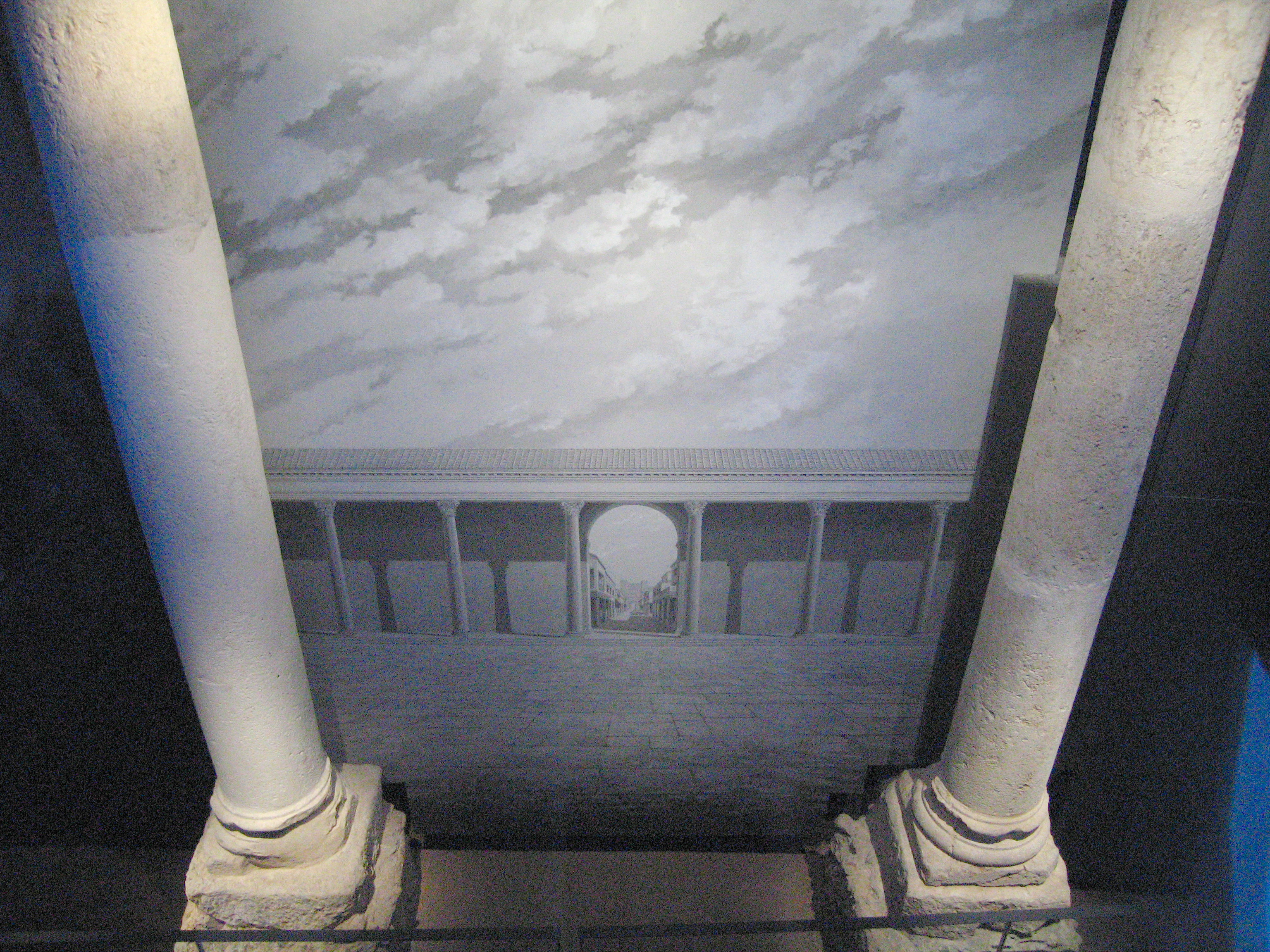
Colonnes romains de Valentia (Musée de l'Almoina).
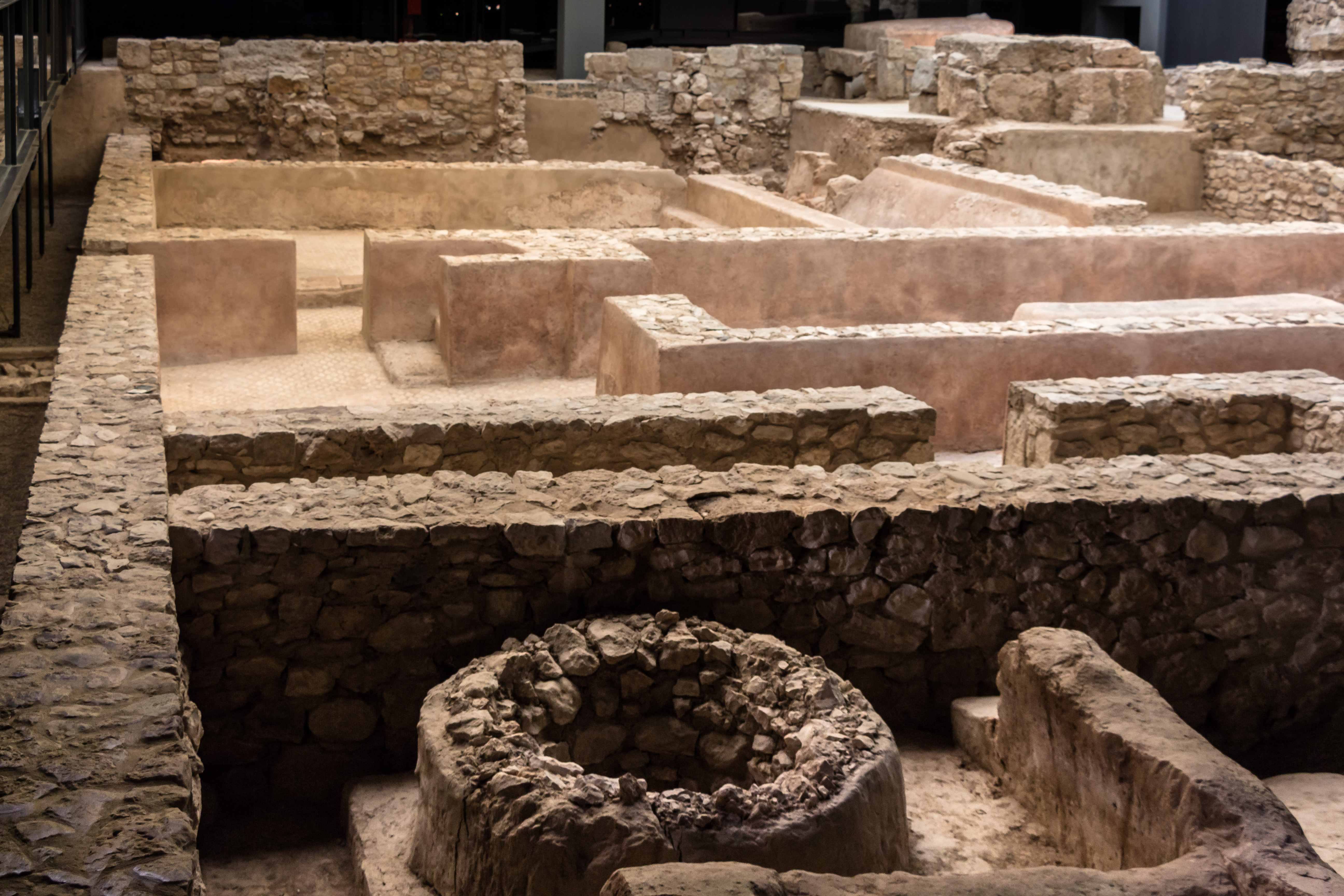
Thermes romains de Valentia.